# Ulmu (Ialoveni)
Ulmu è un comune della Moldavia situato nel distretto di Ialoveni di 3.243 abitanti al censimento del 2004